# Associazione Calcio Pavia 1996-1997
Questa voce raccoglie le informazioni riguardanti l'Associazione Calcio Pavia nelle competizioni ufficiali della stagione 1996-1997.

## Rosa
Nella stagione 1996-1997 il Pavia disputa il girone A del campionato di Serie C2, raccoglie 32 punti che gli valgono il penultimo posto in classifica. Per salvarsi ha a disposizione il doppio confronto dei playout da giocare contro la Solbiatese, piazzata al quint'ultimo posto, ma il pareggio di Pavia e la sconfitta di Solbiate, spingono la squadra pavese nel Campionato Nazionale Dilettanti. Benché abbia ottenuto da poco la riammissione in Serie C2, anche in questa stagione continua il travagliato periodo societario del Pavia, è ormai una squadra abbonata alle zone basse della classifica, nonostante il consueto movimento nella campagna di mercato. Ma è ancora un campionato di sofferenza, solo il Valdagno resta dietro al Pavia, la stagione è partita con Giorgio Campagna sulla panchina, poi a novembre arrivano tre sconfitte di fila che portano in panchina Carlo Soldo, si punta ai playout come ancora di salvezza. Ma anche quella a giugno si infrange. Così il Pavia dopo 19 anni ritorna in Serie D. Dolori arrivano anche dalla Coppa Italia di Serie C dove il Pavia è bastonato nelle due sfide contro la Solbiatese nel primo turno.
| N. |                   | Ruolo | Calciatore         |
| -- | ----------------- | ----- | ------------------ |
|    | Italia (bandiera) | C     | Fabio Ardizzone    |
|    | Italia (bandiera) | C     | Massimo Baldini    |
|    | Italia (bandiera) | C     | Simone Baldo       |
|    | Italia (bandiera) | C     | Roberto Barbieri   |
|    | Italia (bandiera) | A     | Marco Bruzzano     |
|    | Italia (bandiera) | A     | Giampiero Cazzella |
|    | Italia (bandiera) | C     | Paolo Crucitti     |
|    | Italia (bandiera) | D     | Vincenzo Del Corno |
|    | Italia (bandiera) | D     | Danilo Del Monte   |
|    | Italia (bandiera) | D     | Alfonso Di Marco   |
|    | Italia (bandiera) | A     | Emiliano Frediani  |

| N. |                   | Ruolo | Calciatore       |
| -- | ----------------- | ----- | ---------------- |
|    | Italia (bandiera) | C     | Valerio Gazzani  |
|    | Italia (bandiera) | C     | Manolo Guindani  |
|    | Italia (bandiera) | D     | Lorenzo Gusmini  |
|    | Italia (bandiera) | D     | Carmelo Malgeri  |
|    | Italia (bandiera) | C     | Claudio Mandotti |
|    | Italia (bandiera) | P     | Fabio Marchioro  |
|    | Italia (bandiera) | P     | Francesco Penna  |
|    | Italia (bandiera) | D     | Mario Somma      |
|    | Italia (bandiera) | A     | Marcello Valdata |
|    | Italia (bandiera) | P     | Andrea Verzanini |
|    | Italia (bandiera) | A     | Eros Savio       |

## Risultati

### Campionato

#### Girone di andata
| Arbitro: | Esposito (Trapani) |

|  |           |                                   |
|  | Marcatori | 22’, 52’, 75’ Menegatti 45’ Oliva |

| Arbitro: | Contini (Forlì) |

|           |           |  |
| Porro 37’ | Marcatori |  |

| Arbitro: | Cuttica (Alessandria) |

|             |           |                    |
| Valdata 60’ | Marcatori | 22’, 48’ Campistri |

| Arbitro: | Griselli (Livorno) |

|               |           |                         |
| Tamagnini 79’ | Marcatori | 35’ Gusmini 68’ Gazzani |

| Pavia 29 settembre 1996 5ª giornata | Pavia              | 0 – 0 | Cittadella | Stadio Pietro Fortunati\| Arbitro: \| Palmieri (Cosenza) \| |
| Arbitro:                            | Palmieri (Cosenza) |       |            |                                                             |

| Arbitro: | Rossi (Rimini) |

|                              |           |                   |
| Quaresmini 12’ Bianchini 88’ | Marcatori | 23’, 33’ Cazzella |

| Arbitro: | Ingenito (Nocera Inferiore) |

|                           |           |              |
| Cazzella 30’ Frediani 76’ | Marcatori | 18’ Ragagnin |

| Tempio Pausania 20 ottobre 1996 8ª giornata | Tempio          | 0 – 0 | Pavia | Stadio Nino Manconi\| Arbitro: \| Ferlito (Prato) \| |
| Arbitro:                                    | Ferlito (Prato) |       |       |                                                      |

| Arbitro: | Rotondi (Piombino) |

|                 |           |                    |
| Pagano 51’, 74’ | Marcatori | 2’ (rig.) Bruzzano |

| Arbitro: | Cirone (Palermo) |

|  |           |                                      |
|  | Marcatori | 5’ Belletti 19’ Pierozzi 73’ Rovaris |

| Arbitro: | Zaltron (Bassano del Grappa) |

|                         |           |                |
| Brizzi 27’ Guerzoni 41’ | Marcatori | 56’ M. Baldini |

| Pavia 1º dicembre 1996 12ª giornata | Pavia              | 0 – 0 | Olbia | Stadio Pietro Fortunati\| Arbitro: \| Semeraro (Taranto) \| |
| Arbitro:                            | Semeraro (Taranto) |       |       |                                                             |

| Arbitro: | Fraracci (Reggio Emilia) |

|  |           |             |
|  | Marcatori | 20’ R. Gori |

| Arbitro: | Ferone (Terni) |

|             |           |  |
| Cortesi 67’ | Marcatori |  |

| Arbitro: | Evangelista (Avellino) |

|                   |           |  |
| Bruzzano 16’, 70’ | Marcatori |  |

| Arbitro: | Ambrosino (Torre del Greco) |

|                     |           |             |
| Taldo 50’, 80’, 82’ | Marcatori | 75’ Gusmini |

| Arbitro: | Dondarini (Finale Emilia) |

|              |           |                     |
| Di Marco 87’ | Marcatori | 18’ Perugi 59’ Frau |

#### Girone di ritorno
| Arbitro: | Lampertico (Milano) |

|                  |           |  |
| C. Prandelli 67’ | Marcatori |  |

| Arbitro: | Verrucci (Fermo) |

|              |           |  |
| Bruzzano 67’ | Marcatori |  |

| Arbitro: | Griselli (Livorno) |

|                                              |           |  |
| Adamo 6’ Campistri 35’, 47’ Limetti 56’, 89’ | Marcatori |  |

| Arbitro: | Silvestrini (Macerata) |

|                                        |           |               |
| Baldo 1’ Bruzzano 26’, 37’ Gazzani 72’ | Marcatori | 54’ Tamagnini |

| Arbitro: | Pieri (Genova) |

|                |           |  |
| F. Filippi 83’ | Marcatori |  |

| Pavia 23 febbraio 1997 23ª giornata | Pavia           | 0 – 0 | Solbiatese | Stadio Pietro Fortunati\| Arbitro: \| Ferlito (Prato) \| |
| Arbitro:                            | Ferlito (Prato) |       |            |                                                          |

| Vercelli 2 marzo 1997 24ª giornata | Pro Vercelli    | 0 – 0 | Pavia | Stadio Leonida Robbiano\| Arbitro: \| Contini (Forlì) \| |
| Arbitro:                           | Contini (Forlì) |       |       |                                                          |

| Arbitro: | Bianco (Mestre) |

|             |           |  |
| Baldini 13’ | Marcatori |  |

| Arbitro: | Battaglia (Messina) |

|                     |           |              |
| Bruzzano 72’ (rig.) | Marcatori | 43’, 64’ Gay |

| Arbitro: | Ciampi (Pisa) |

|  |           |                   |
|  | Marcatori | 54’, 90’ Cazzella |

| Arbitro: | Papini (Perugia) |

|              |           |               |
| Cazzella 66’ | Marcatori | 16’ Bandirali |

| Arbitro: | Palmieri (Cosenza) |

|                                                       |           |                                 |
| Siazzu 8’, 53’, 70’ Laghi 31’ Bolognesi 41’ Sanna 68’ | Marcatori | 10’ Gusmini 89’ (rig.) Cazzella |

| Arbitro: | Tomasi (Conegliano) |

|             |           |  |
| R. Gori 86’ | Marcatori |  |

| Arbitro: | Strocchia (Nola) |

|  |           |          |
|  | Marcatori | 3’ Preti |

| Arbitro: | Di Cicco (Albano Laziale) |

|                                                                 |           |  |
| Di Nicola 20’ (rig.45) Gusmini 41’ (aut.) Adami 60’ Brocchi 90’ | Marcatori |  |

| Arbitro: | Sbastianelli (Ciampino) |

|                          |           |                |
| Gazzani 30’ Frediani 73’ | Marcatori | 34’ Capparella |

| Arbitro: | Rigolon (Trento) |

|           |           |                     |
| Fiori 27’ | Marcatori | 75’ (rig.) Bruzzano |

## Coppa Italia
| Arbitro: | Saccani (Mantova) |

|                                       |           |  |
| Panisson 29’ (rig.), 89’ Sacchini 54’ | Marcatori |  |

| Arbitro: | Cavuoti (Vasto) |

|  |           |                                              |
|  | Marcatori | 8’, 16’, 70’ Giudice 41’ Sambruna 45’ Poloni |